# Tangué
Le Tangué est un objet d'art des chefferies Sawa (groupe polyethnique du Cameroun) — communément utilisé comme mât de beaupré des pirogues chez les Sawa. 
Le Tangué de Lock Priso Bell est emporté à la suite de l'expédition punitive de Max Buchner, infligée à Lock Priso, chef de la communauté Douala de Hickory Town (auj. Bonabéri).

## Description

### Contexte et place des pirogues dans la culture Sawa
Les Duala, qui vivent sur les berges Wouri, étaient en contact étroit avec les Européens même à l'époque précoloniale. Pour les Duala, le transport sur les eaux et par pirogue était indispensable à leur emprise commerciale au XIXe siècle. Les Duala ont joué un rôle essentiel dans le commerce entre l'arrière-pays et les navires européens amarrés sur la côte.  
Les Duala ont organisé des compétitions, festivals entre leurs tribus, situées aux bords des estuaires, et mangroves du Littoral du Cameroun, dans l'actuel golfe de Guinée.
Pendant les festivals, dans ces pirogues, se trouvent 40 à 70 rameurs. Il existe aussi des rituels sacrificiels aux esprits de l'eau qui ont été faits à partir de ces pirogues.

### Place du Tangué

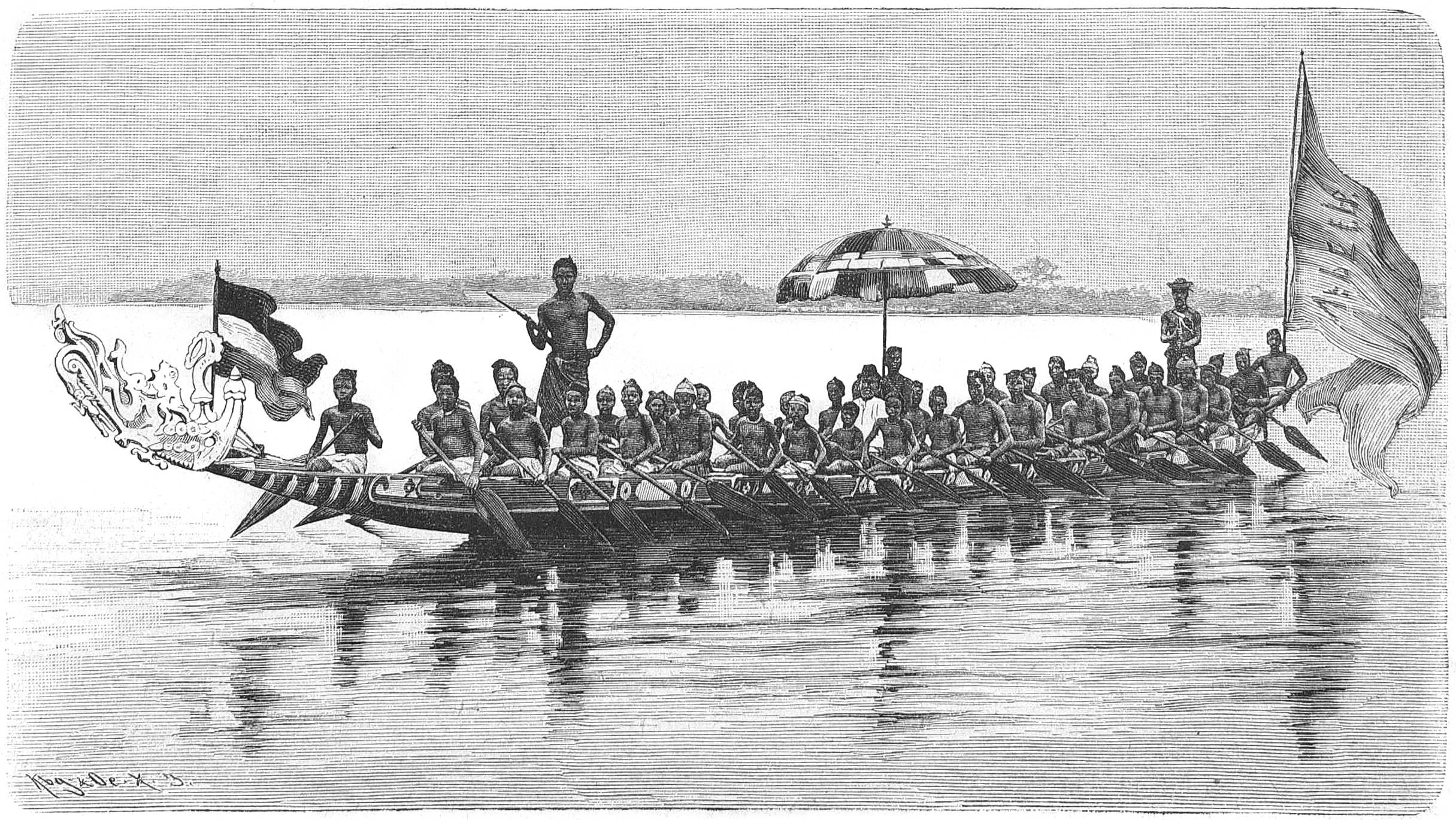
Position du Tangué (Bec naval) à la proue à gauche de la pirogue

Le Tangué est fixé à la proue de la pirogue. Il représente le prestige et la puissance économique du groupement ou de la tribu Duala qui l'a construit.Il est décrit par Max Buchner ainsi : 
"Es ist das (Holzschnitzen) eine der vielen unnützen Beschäftigungen, die dem tändelnden Sinne des Negers besonders zusagen. Am hervorstechendsten unter den Erzeugnissen dieser Kunst, sind die erwähnten complicirt aussehenden Ornamentstücke, die bei Wettfahrten vorne an den Kanus befestigt werden. Als Motive derselben findet man hauptsächlich europäische Formen, phantasievoll untermischt mit afrikanischen Thiergestalten. Jeder Häuptling oder Kanubesitzer trägt dabei eine andere Gruppierung der verschiedensten Gegenstände zur Schau, so dass man von einem kleinen dunkeln Beginn afrikanischer Heraldik sprechen könnte. (Buchner1887:40)".
Ces sculptures sur bois sont l'une des nombreuses activités inutiles; la bagatelle qui occupe le Nègre. Le meilleur de cet art sont les pièces d'ornement complexes qui sont fixés à l'avant de la pirogue de course. Les motifs seront principalement des formes européennes, mélangées avec des formes d'animaux africains imaginées.

### Eléments constitutifs
Le Tangué est une grande œuvre sculptée en bois. Il est décoré de motifs géométriques peints de couleurs vives et sculpté de formes d'animaux. Monté à la proue, il est décoré d'animaux héraldiques tels des félins, serpents, et de quelques autres motifs dérivés des symbolismes locaux et impérial (influence de la colonisation allemande). Les chiffres ne sont pas peints. 
Les modèles de bateaux dans les collections de musées en occident avec un drapeau allemand à la poupe datent de la période coloniale allemande 1884-1914.
Il existe des modèles réguliers chez les marchands d'art, à Bruxelles et à Amsterdam.

### Le Tangué de Lock Priso Bell de Hickory town
Pour le Tangué de Lock Priso Bell, c'est la proue princière (Le Tangué) de Lock Priso, qui sera envoyée à Munich.
Ce bec naval Douala du XIXe siècle montre des techniques de menuiserie européennes et des peintures à l'huile aux couleurs vives, adoptés par les sculpteurs locaux. Ils fusionnent des éléments étrangers et traditionnels dans leur trésor de formes. La trinité des couleurs blanc-rouge-noir joue un rôle dans le culte des dieux du fleuve. 

Le Tangué de la pirogue des Hickory de Bonabéri a été volé par le médecin allemand Max Buchner en 1884 dans la maison du souverain local Kum’a Mbape Bell (Lock Priso Bell). Son petit-fils, Alexandre Kum'a Ndumbe III, essaie d'obtenir sa restitution.

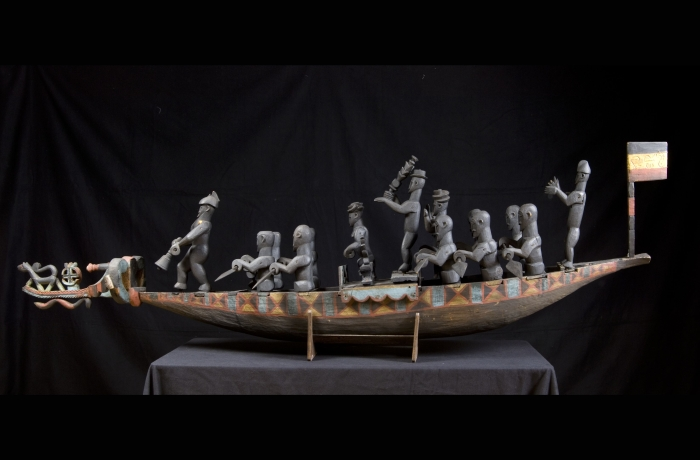

### Forme et Signification
Sa forme est le reflet de l'influence étrangère et des multiples contacts des Douala avec les commerçants étrangers. Un style mixte a émergé dans l'art, au contact avec les sociétés commerciales européennes, les formes et couleurs exotiques. 
C'est un exemple d'appropriation créative des éléments de style européen. Il indique la direction et l'ordre hiérarchique du chef de famille et est une expression publique de leur pouvoir politique et économique.

### Fabrication
Le nom de l'artisan reste traditionnellement inconnu. 